# Родригес, Йоэль
Йоэль Родригес Отерино (исп. Yoel Rodríguez Oterino; 28 августа 1988, Виго) — испанский футболист, вратарь клуба «Эйбар».

## Карьера
Свои первые футбольные шаги Йоэль делал в «Колегио Огар», а в 1999 году присоединился к «Сельте». В семнадцатилетнем возрасте Йоэль встал в ворота второй команды клуба и в своём дебютном сезоне пропустил девять мячей в восьми матчах. В течение ещё трех сезонов Йоэль был голкипером резервной команды, но только в своём последнем сезоне стал основным вратарём. В сезоне 2009/10 Йоэль дебютировал за «Сельту», а спустя два сезона добился со своим клубом повышения в классе. В высшем испанском дивизионе вратарь дебютировал не в следующем сезоне, а лишь через год: в сезоне 2012/13 его отправили набираться опыта игры в «Луго». В сезоне 2013/14 Йоэль стал основным голкипером «Сельты». Его дебют в Примере состоялся 19 августа 2013 года в матче с «Эспаньолом». Всего за тридцать пять матчей он пропустил пятьдесят два гола. Летом 2014 года Йоэль был арендован «Валенсией», выкуп игрока последует в следующем сезоне.
20 декабря 2015 пропустил 10 мячей от мадридского Реала.

## Карьера в сборной
На счету Йоэля два матча за юношескую сборную Испании.